# Kanasaari (ö i Päijänne-Tavastland)
Kanasaari är en ö i Finland. Den ligger i sjön Ala-Pajujärvi och i kommunen Heinola i den ekonomiska regionen  Lahtis ekonomiska region  och landskapet Päijänne-Tavastland, i den södra delen av landet, 140 km nordost om huvudstaden Helsingfors. Öns area är 0,4 hektar och dess största längd är 110 meter i sydväst-nordöstlig riktning.